# Реннебу
Реннебу (норв. Rennebu) — коммуна в губернии Сёр-Трёнделаг в Норвегии. Административный центр коммуны — город Беркок. Официальный язык коммуны — нейтральный. Население коммуны на 2007 год составляло 2594 чел. Площадь коммуны Реннебу — 948,11 км², код-идентификатор — 1635.

## История населения коммуны
Население коммуны за последние 60 лет.

Статистика коммуны Реннебу